# Obergericht Tokio

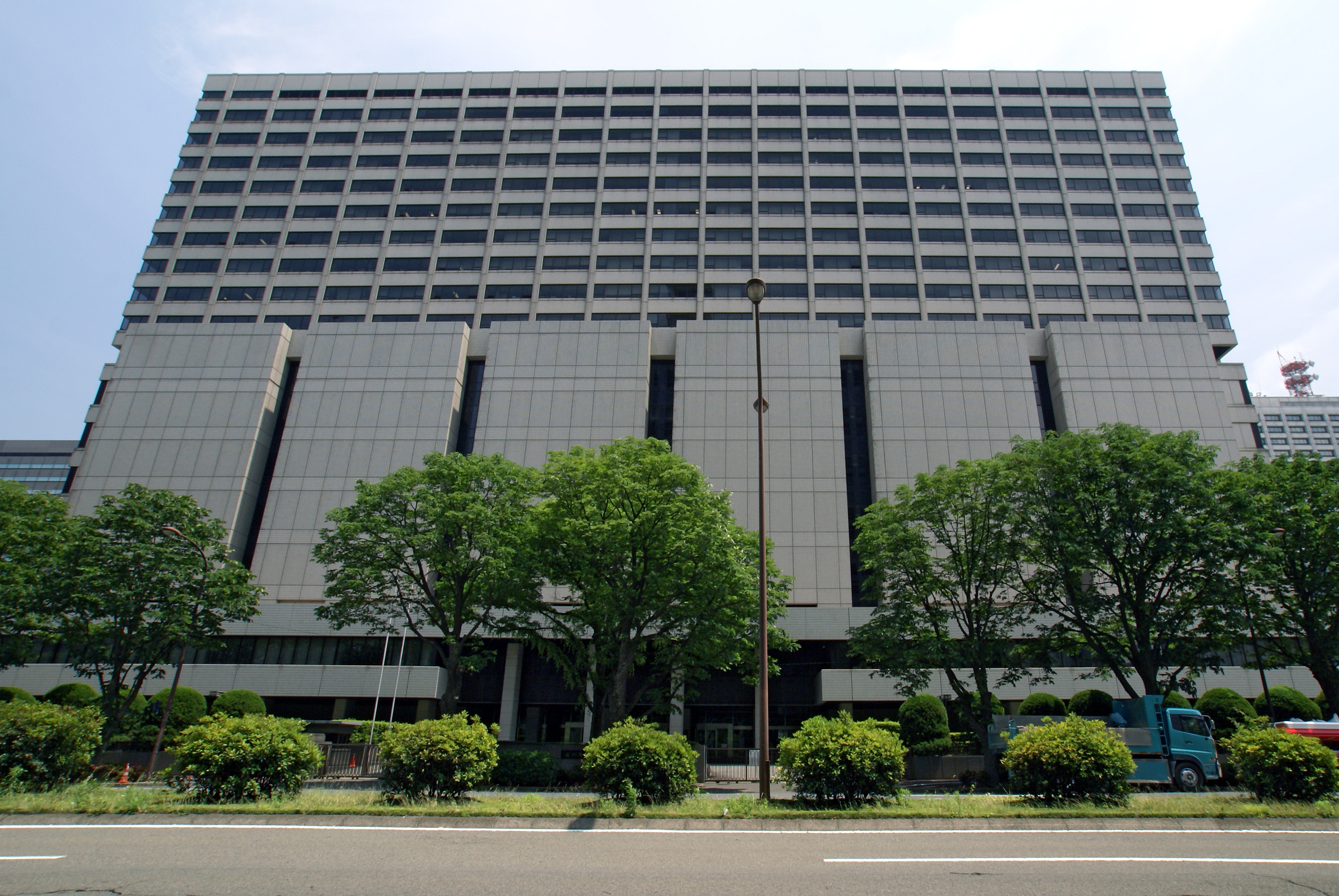
Obergericht Tokio

Das Obergericht Tokio (jap. 東京高等裁判所, Tōkyō kōtō saibansho, kurz: 東京高裁, Tōkyō kōsai) ist ein japanisches Obergericht in Kasumigaseki, einem Stadtteil des Tokioter Stadtbezirks Chiyoda. Am 1. April 2005 wurde das Obergericht für Geistiges Eigentum als Zweigstelle für Fragen bezüglich des geistigen Eigentums gegründet.
Der Gerichtsbezirk umfasst die Präfekturen Tokio, Ibaraki, Tochigi, Gunma, Saitama, Chiba, Kanagawa, Niigata, Yamanashi, Nagano und Shizuoka. Untergeordnet sind die dortigen Bezirksgerichte (地方裁判所 chihō saibansho) und Familiengerichte (家庭裁判所 katei saibansho). Übergeordnet ist der Oberste Gerichtshof.